# Cilinders van Nabonidus

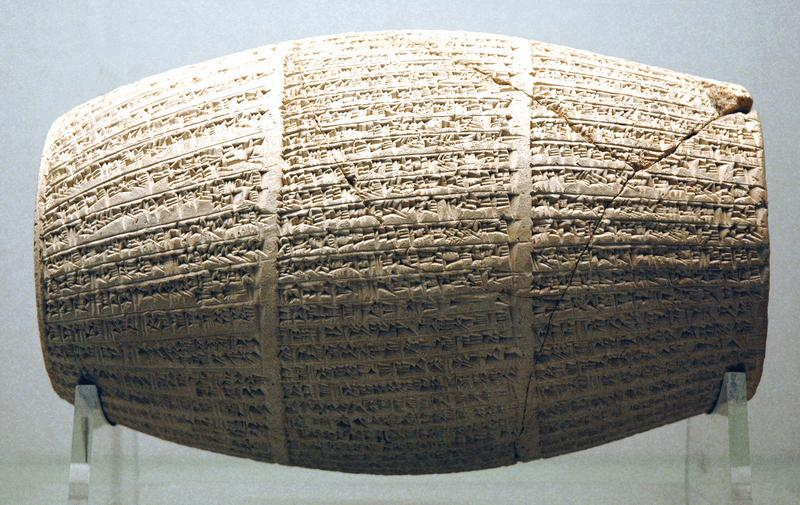
Naboniduscilinder van Sippar

De cilinders van Nabonidus zijn een collectie van antieke kleicilinders met daarop spijkerschrift-inscripties uit naam van Nabonidus, de laatste koning van het Nieuw-Babylonische Rijk (556–539 v.Chr). De collectie omvat de Naboniduscilinder van Sippar en de vier Naboniduscilinders van Ur.

## De Naboniduscilinders van Ur
De Naboniduscilinders van Ur werden in 1854 door John George Taylor gevonden in de fundering van een ziggoerat in Ur. Ze waren daar gedeponeerd door koning Nabonidus en bevatten allemaal dezelfde inscriptie. De cilinders van Ur bevatten de funderingstekst van een ziggoerat namens E-lugal-galga-sisa, die tot de Sin-tempel in Ur behoorde. Nabonidus beschrijft de reparatie van dit gebouw. Het is waarschijnlijk de laatste bouwinscriptie van koning Nabonidus en dateert mogelijk uit 540 v.Chr.

## De Naboniduscilinder van Sippar
De cilinder uit Sippar werd in 1881 gevonden door de archeoloog Hormuzd Rassam. De cilinder van Sippar bevat een lange tekst waarin de reparatie van drie tempels beschreven wordt: het heiligdom van de maangod Sin in Harran, het heiligdom van de krijgsgodin Anunita in Sippar en de tempel van Shamash in Sippar. De tekst is geschreven na Nabonidus' terugkeer uit het Arabisch Schiereiland in zijn dertiende regeringsjaar, maar voor het begin van de oorlog met de Achaemenidische koning Cyrus de Grote.